# Decatur City
Decatur City är en ort i Decatur County i Iowa. Vid 2010 års folkräkning hade Decatur City 197 invånare.